# Karl Matthias Friedrich Magnus Kraepelin
Pour les articles homonymes, voir Kraepelin.
Karl Matthias Friedrich Magnus Kraepelin, né le 14 décembre 1848 à Neustrelitz et mort le 28 juin 1915 à Hambourg, est un arachnologiste allemand.
C'est le frère du psychiatre Emil Wilhelm Magnus Georg Kraepelin.
L'IPNI lui attribue une abréviation en botanique, sans plus de précision.